# Maria Elisa Andreoli
Maria Elisa Andreoli (* 10. Juli 1861 in Agugliano; † 1. Dezember 1935 in Rovigo) war eine italienische römisch-katholische Ordensfrau und Gründerin der Kongregation der Suore Serve di Maria Riparatrici.

## Leben
Maria Elisa Andreoli wurde am 10. Juli 1861 in Agugliaro bei Vicenza als Tochter von Marco und Margherita Ferraretto aus Lonigo geboren. Am Taufbecken erhielt sie die Namen Isabella, Amalia, Ester. Später wählte sie den Namen Maria Elisa als Ordensnamen.
Ihre frühe Kindheit war von traurigen familiären Ereignissen geprägt: Ihr Vater, von Beruf Schneider und kleiner Landbesitzer, verließ die Familie; ihre Mutter zog mit ihr nach Este in die Nähe von Padua, um dem Unbehagen zu entgehen, das die Situation mit sich brachte, und um ihrer Tochter eine gute christliche und kulturelle Erziehung zu garantieren; später vertraute sie sie den Canossianerinnen in Venedig an, damit sie dort ihre Gymnasialstudien abschließen konnte.
Im Alter von siebzehn Jahren, als sie ihren Schulabschluss gemacht hatte, verspürte Elisa den starken Wunsch, sich dem Herrn zu weihen und sich der Erziehung junger Mädchen zu widmen. Sie machte ihre ersten Erfahrungen bei den Sacre-Coeur-Schwestern. Ihre schmerzhafte Suche nach dem Willen Gottes brachte sie der Spiritualität der Servitinnen näher und sie verbrachte eine kurze Zeit bei den Servitinnen von Galeazza (Bologna).
Auf Anraten von Pater Giovanni Dalla Costa, einem Mönch in Monte Berico, ging sie mit ihrer Mutter nach Vidor bei Treviso, wo der Kanoniker Giovanni Battista Mander eine neue Ordensfamilie gründete, die sich der Erziehung junger Menschen widmete. Elisa und ihre Mutter erkannten aber bald, wie prekär diese neue Stiftung war.
Ihr tiefes Bestreben war es, Gott und dem Nächsten als Dienerinnen Mariens zu dienen und die Spiritualität dieses Ordens zu teilen, der Ende des 19. Jahrhunderts die Verehrung der Schmerzensmutter pflegte.
Die Suche führte dazu, dass Isabella, ihre Mutter Margherita und zwei weitere Gefährtinnen das Ordenskleid anlegten und am 12. Juli 1900 mit Zustimmung des Pfarrers sowie des Bischofs ihre Profess als Laien-Terziarinnen der Servitinnen ablegten. Schwester Elisa und ihre Mitschwestern wurden von den Einwohnern von Vidor für ihr Lebenszeugnis, ihren Dienst im städtischen Kindergarten und in der Gemeindearbeit überaus geachtet.
Im Jahr 1902 hatte Schwester Elisa dank des von Frau Elisa Oriani zur Verfügung gestellten Erbes die Möglichkeit, eine neue Präsenz der jungen Gemeinschaft in Adria aufzubauen. Die Schwestern kümmerten sich dort zunächst um die Waisenkinder und später auch um die Kinder im Kindergarten. Außerdem wurden die jungen Mädchen ausgebildet und in neue Berufe eingearbeitet.
In Adria erlebte Elisa große Freuden, aber auch große Prüfungen: einerseits erhielt die neue Ordensgemeinschaft die kanonische Anerkennung durch den Bischof am 31. März 1903 und sie wurde am 19. Januar 1910 mit den Servitinnen vereinigt; andererseits verursachte der Prozess, den die Freimaurer der Stadt gegen sie anstrengten, um ihr das Erbe der Oriani wegzunehmen, großes Leid.
Um die Verehrung der Mutter Gottes zu fördern, nahm Schwester Elisa das Apostolat der Marianischen Wiedergutmachung in die Spiritualität ihrer Kongregation auf. Diese Frömmigkeitsform wurde inspiriert von Maria Dolores Inglese, die dann selber auch in die Kongregation eintrat und Schwester Maria Dolores wurde. Am 8. Dezember 1913 nahmen die Servitinnen von Adria den endgültigen Namen Suore Serve di Maria Reparatrice (Servitinnen Mariens von der Wiedergutmachung) an.
Madre M. Elisa erreichten zahlreiche Anfragen von Bischöfen aus ganz Italien, auf die sie nach ihren Möglichkeiten reagierte und ihre Mitschwestern entsandte. Die Schwestern engagierten sich in der Erziehung von Kindern und Jugendlichen, von Waisen und Verlassenen, für junge Menschen in Berufsschulen; sie nahmen Studenten und alleinstehende Mütter auf, unterhielten Kindergärten, hielten Katechesen, pflegten Kranke zu Hause und in Krankenhäusern.
Von dem Wunsch getrieben, die lebendige Nächstenliebe Gottes überallhin zu bringen, schickte sie 1921 ihre Schwestern nach Brasilien, in die Amazonas-Mission Alto Acrepurús, die im Jahr zuvor von den Servitinnen eröffnet worden war.
Am 24. März 1931 erhielt sie die päpstliche Anerkennung für ihre Ordensgründung, die zu diesem Zeitpunkt bereits zahlreiche Gemeinschaften in Italien und Brasilien hatte.
Die seit ihrer Kindheit gebrechliche und schwache Gründerin litt in ihren letzten Lebensjahren an einer blutigen Nierenentzündung. Sie starb am 1. Dezember 1935 in Rovigo im Ruf der Heiligkeit.

## Seligsprechungsprozess
Zwischen dem 2. Februar 1965 und dem 15. September 1971 fand in Rovigo der diözesane Informationsprozess zur Seligsprechung von Madre Maria Elisa statt, um den heroischen Tugendgrad ihres Lebens festzustellen. Am 22. Mai 1987 erließ die Kongregation für die Selig- und Heiligsprechungsprozesse das Dekret über die Gültigkeit dieses Prozesses.
2001 wurde die Positio an die Kongregation in Rom übergeben. Am 10. Dezember 2010 genehmigte Papst Benedikt XVI. das Dekret über den heroischen Tugendgrad und verlieh Madre Maria Elisa den Titel Ehrwürdige Dienerin Gottes.
Ihre sterblichen Überreste wurden in das Mutterhaus der Schwestern in Adria überführt und beigesetzt, wo zahlreiche Gläubige das Grab besuchen.